# Kubinyi Zsigmond
Kubinyi Zsigmond (Nyitra-Szegh, 1820. december 2. – Néver, 1880. szeptember 2.) ügyvéd, Nyitra vármegye tiszti főügyésze, alispánja, budapesti királyi táblai bíró.

## Családja
Kubínyi András és Tarnóczy Rozália második fiaként született. Fivérénél, Eleknél (Német-Bólyon esperes-plébános) csak másfél évvel volt fiatalabb. Többi testvére: Sándor (nyitrai polgármester), Mária, Lujza, Róza. Neje: egyik rokona, Névery Klára (néveri Névery Elek és Tarnóczy Mária lánya) 1891. március 4-én, 69 évesen halt meg. Néveren keltek egybe, 1842. május 7-én. Gyermekei: Géza, Coelestina, Ida, Zsigmond, Aranka, Jenő József Sándor, Mária, Kálmán, Imre és Vilmos.

## Élete
Középiskolai tanfolyamot Németprónán, Privigyén, Esztergomban és Pécsett végezte. 1840-ben, miután megszerezte ügyvédi oklevelét, gyakorlóügyvédként Nyitrán telepedett le. 1848-ban Nyitra vármegye tiszti főügyészének választják. A szabadságharcban „azon mérsékeltebb párt híve volt, melynek élén Széchényi állott. Ehhez képest, dacára lelkes hazafiságának, minden túlzástól tartózkodott s politikai meggyőződését akkor sem változtatta meg, midőn a nemzet elnyomására bevonult orosz hadak nyitrai házát mindenestül felprédálták.”
1850-ben a német kormány ügyvédi oklevelétől is megfosztotta, mert voltak, akik azzal vádolták, hogy a szabadságharc alatt a vád alá helyezett fegyverfogható egyéneket a honvédséghez soroztatta be büntetésképpen. 1867-ben, a kiegyezés után Nyitra vármegye első alispánja lett. Ekkor a Deák-párt rendíthetetlen híve volt. Neki köszönhető, hogy ebben az időben a megye 13 kerülete közül 12 deák-párti képviselőt küldött az országgyűlésre. 1870-ben királyi táblai bíróvá nevezték ki a budapesti királyi táblához.

## Halála
Géza fiát 1880. áprilisában elveszítette, temetésére Néverre utazott, ahol tüdőgyulladást kapott. Ennek következtében 1880. szeptember 2-án meghalt. A néveri családi sírboltban nyugszik.